# NESiCAxLive
Le NESiCAxLive est une plate-forme de téléchargement direct de jeu d'arcade créé par Taito le 9 décembre 2010, via la borne d'arcade dédiée appelée Taito Vewlix NESiCA créée pour accueillir ce service de téléchargement,,.

## Description
Présenté en septembre 2010, le service de téléchargement de jeux d'arcade est lancé le 9 décembre 2010. Le système de téléchargement utilise comme base le système d'arcade Taito Type X². NESiCAxLive utilise une carte à puce appelée IC Card NESiCA et le réseau virtuel NESYS, qui permet de sauvegarder des données en scannant la carte directement sur la borne. Le NESiCAxLive 2 est lancé par Taito à l'été 2017 au Japon avec comme titre de lancement The King of Fighters XIV